# Memento – Gegen die Zeit + Live in Berlin
Memento – Gegen die Zeit + Live in Berlin ist ein Videoalbum der deutschen Rockband Böhse Onkelz und zugleich das elfte Livealbum der Gruppe. Es wurde am 8. Dezember 2017 über das bandeigene Label Matapaloz als Blu-ray Disc und DVD veröffentlicht. Von der FSK ist das Album ab 12 Jahren freigegeben.

## Inhalt
Die 70-minütige Dokumentation Gegen die Zeit begleitet die Band bei der Produktion ihres 18. Studioalbums Memento sowie auf der dazugehörigen Tour mit 19 Konzerten mit insgesamt knapp 300.000 Besuchern quer durch Deutschland, Österreich und die Schweiz.
Der 130-minütige Konzertfilm Live in Berlin zeigt den Auftritt der Band auf der Memento-Tour in Berlin. Die Titelliste der 24 gespielten Songs gleicht sich mit der des zuvor veröffentlichten Livealbums Live in Dortmund II, das ebenfalls auf der Tour mitgeschnitten wurde.

## Covergestaltung
Das Albumcover ist an das Cover des Studioalbums Memento angelehnt und zeigt den typischen BO-Schriftzug mit einem Dolch, drei Rosen und einer Schwalbe. Der Titel Memento sowie die bisherigen Jahre der Band 1980–2016 winden sich als geschwungenes Banner um den BO-Schriftzug. Über dem Bild befindet sich der schwarze Schriftzug Böhse Onkelz und darunter der Titel Gegen die Zeit + Live in Berlin. Der Hintergrund ist weiß-grau gehalten und besteht, wie der BO-Schriftzug, aus verschiedenen Onkelz-Tätowierungen von Fans.

## Titelliste
| Disc 1: Dokumentation – Gegen die Zeit | Disc 2: Konzert – Live in Berlin |
| --- | --- |
| 1. Wenn ich kein Onkel wär – 2:27 2. Welcome to Rock ’n’ Roll – 8:04 3. Zuckerschlecken – 2:00 4. Plan D – 3:08 5. Keine Nerven – 6:32 6. Andere Chemie – 2:23 7. Hell Yeah – 2:43 8. Mehr Onkelz geht nicht – 4:04 9. Memento – 2:04 10. Der wahre Fan – 3:40 11. Abgefuckt – 4:45 12. Unser System – 2:47 13. Jetzt erst recht – 2:12 14. Dicke Hose – 1:27 15. Kleine Schwierigkeiten – 8:09 16. Proben, Proben, Proben – 3:27 17. Leipzig oder so – 2:42 18. Triumphzug – 4:38 19. Einen kriegt ihr noch – 3:43 | 1. Intro – 1:09 2. Gott hat ein Problem – 5:01 3. 10 Jahre – 4:47 4. Finde die Wahrheit – 6:16 5. Irgendwas für nichts – 3:50 6. Nie wieder – 4:20 7. Gehasst, verdammt, vergöttert – 4:29 8. Auf die Freundschaft – 4:51 9. Schutzgeist der Scheiße – 5:37 10. Lieber stehend sterben – 5:30 11. Nur die Besten sterben jung – 4:51 12. Jeder kriegt was er verdient – 4:56 13. Dunkler Ort – 5:33 14. Wieder mal ’nen Tag verschenkt – 6:38 15. 52 Wochen – 4:33 16. Danke für nichts – 4:30 17. Bomberpilot – 7:15 18. Wo auch immer wir stehen – 7:44 19. Mach’s dir selbst – 5:38 20. Auf gute Freunde – 8:26 21. Wir ham’ noch lange nicht genug – 4:10 22. Kirche – 6:26 23. Mexico – 6:09 24. Erinnerungen – 9:17 |

## Chartplatzierungen
Memento – Gegen die Zeit + Live in Berlin stieg am 15. Dezember 2017 auf Platz 1 in die deutschen Albumcharts ein, womit dies der Band bereits zum zehnten Mal gelang. In Österreich und der Schweiz wurde das Album in den Musik-DVD-Charts gelistet und erreichte hier Position 1 bzw. 2.
In den deutschen Musikvideo-Jahrescharts 2017 belegte das Album Platz 1.

## Rezeption
| Professionelle Bewertungen | Professionelle Bewertungen |
| -------------------------- | -------------------------- |
| Kritiken                   |                            |
| Quelle                     | Bewertung                  |
| laut.de                    | [ 7 ]                      |

Manuel Berger von laut.de bewertete das Album mit drei von möglichen fünf Punkten. Bild und Ton seien „brillant“ und auch „die Bühnenshow mit ihren bis übers Publikum ragenden Videoleinwänden macht schon einiges her.“ Allerdings lohne sich das Videoalbum nur, wenn „man noch keins der bisher erschienenen Post-Comeback-Livealben“ besitze, da es „im Vergleich zu den anderen Livefilmen“ keinen Mehrwert biete. Die von Memento gespielten Songs zählten „eher zu den schwächeren der Setlist“ und auch die Dokumentation komme „nicht über gewohnten „Making-Of“-Standard“ hinaus.